# 明野橋

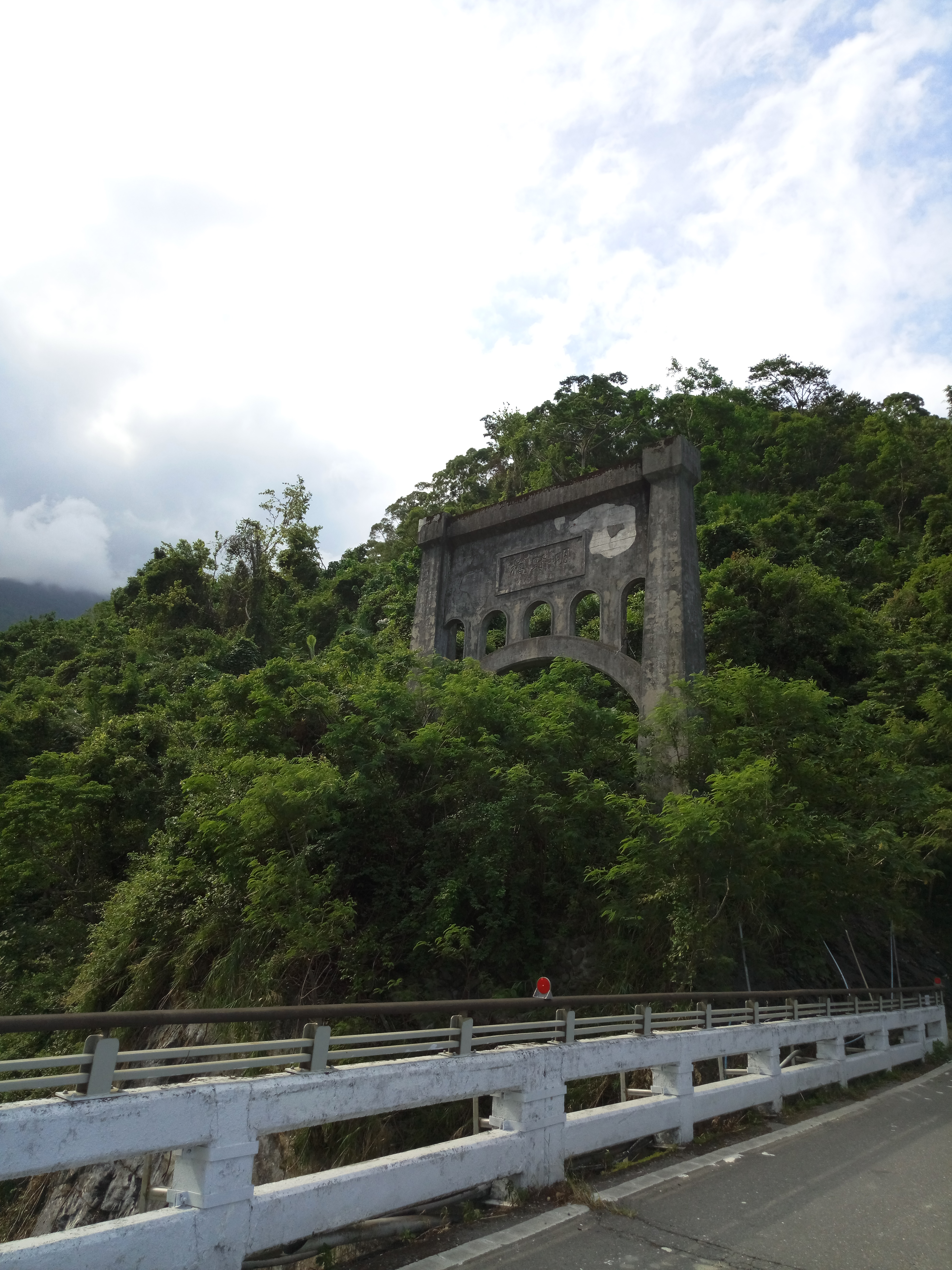
明野橋北岸墩座

明野橋為一座位於臺灣臺東縣延平鄉武陵村的鋼索吊橋，該座吊橋橫跨於鹿寮溪之間，最初興建於日治時期，目前因年久失修荒廢後橋面崩塌廢棄，僅分別保留兩座墩座於鹿寮溪的兩岸。明野橋僅存的兩座墩座，也是日治時期臺灣總督府所興建花東公路之間至今保留最完整的橋墩。

## 沿革

### 日治時期
臺灣總督府在進行貫穿花東縱谷之間的道路工程中，於現今臺東縣延平鄉的兩條溪流，鹿野溪與鹿寮溪分別興建了鹿野橋與明野橋來橫跨兩條溪流。其中，明野橋於1933年（昭和8年）完工。而這條鋼索吊橋因寬度足夠，因此可通行車輛，也是當時居住在武陵村的原住民族人通行的主要道路之一。

### 戰後時期

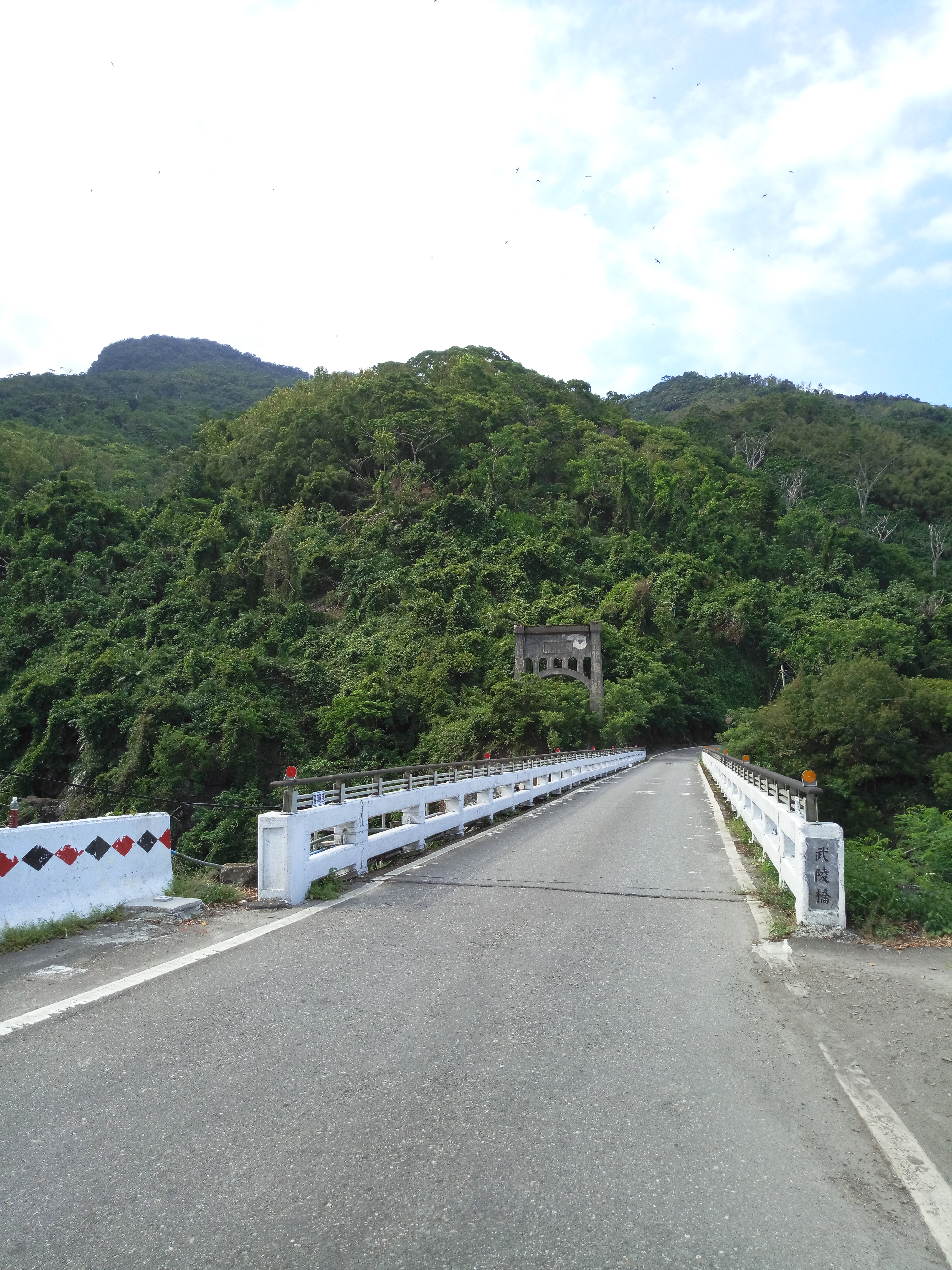
舊武陵橋南橋頭，遠處可看到明野橋北岸墩座

二戰戰後，臺灣由國民政府接管，明野橋持續扮演著臺東縣南北交通的重要孔道，然而，因花東縱谷公路的交通流量持續增加，但明野橋本身的橋面寬度已不足以負荷交通量，因此有改善的意見持續出現。直到1965年12月，省政府公路局於明野橋右側另興建一座鋼筋混凝土結構的橋樑，並命名為武陵橋，而此時明野橋的角色逐漸被取代。最後因年久失修，橋面塌損崩壞，僅剩下吊橋兩端的墩座保留至今。1995年後，位於武陵村更外側的新武陵橋完工通車後，主要行車動向再度改變，因此今日舊武陵橋常作為當地武陵村村民溪流兩岸的交通橋梁。

## 諸元
- 橋梁類型：鋼索吊橋。

## 資料來源
1. 1 2  鄭安睎. . 行政院原住民族委員會文化園區管理局　. 2012-09-14  [2016-08-09] （中文（臺灣））.[]
2. 1 2 3 4 5  黃尹鏗.  (PDF). 財團法人農業工程研究中心. 2013  [2016-08-09] （中文（臺灣））.[]
3. ↑  . 中央研究院　. 1998-12-21  [2016-08-09] （中文（臺灣））.